# Fruita dessecada

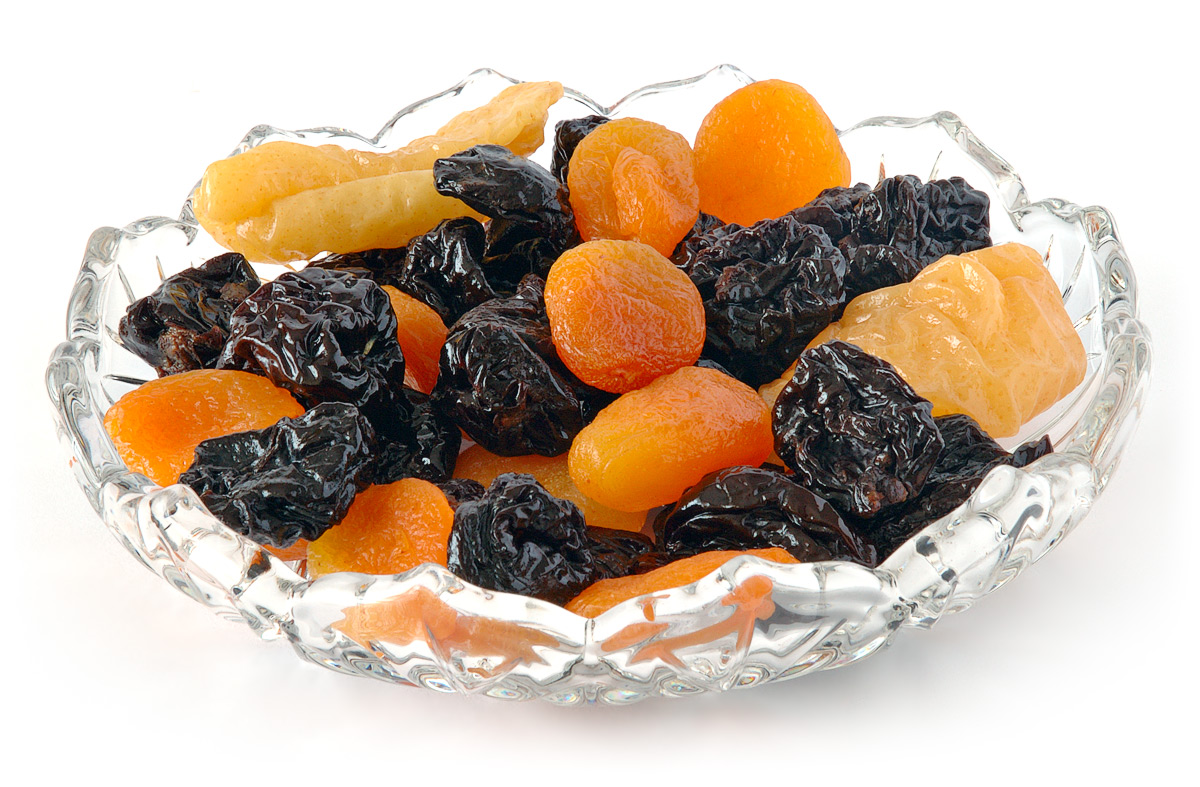
Prunes i albercocs dessecats

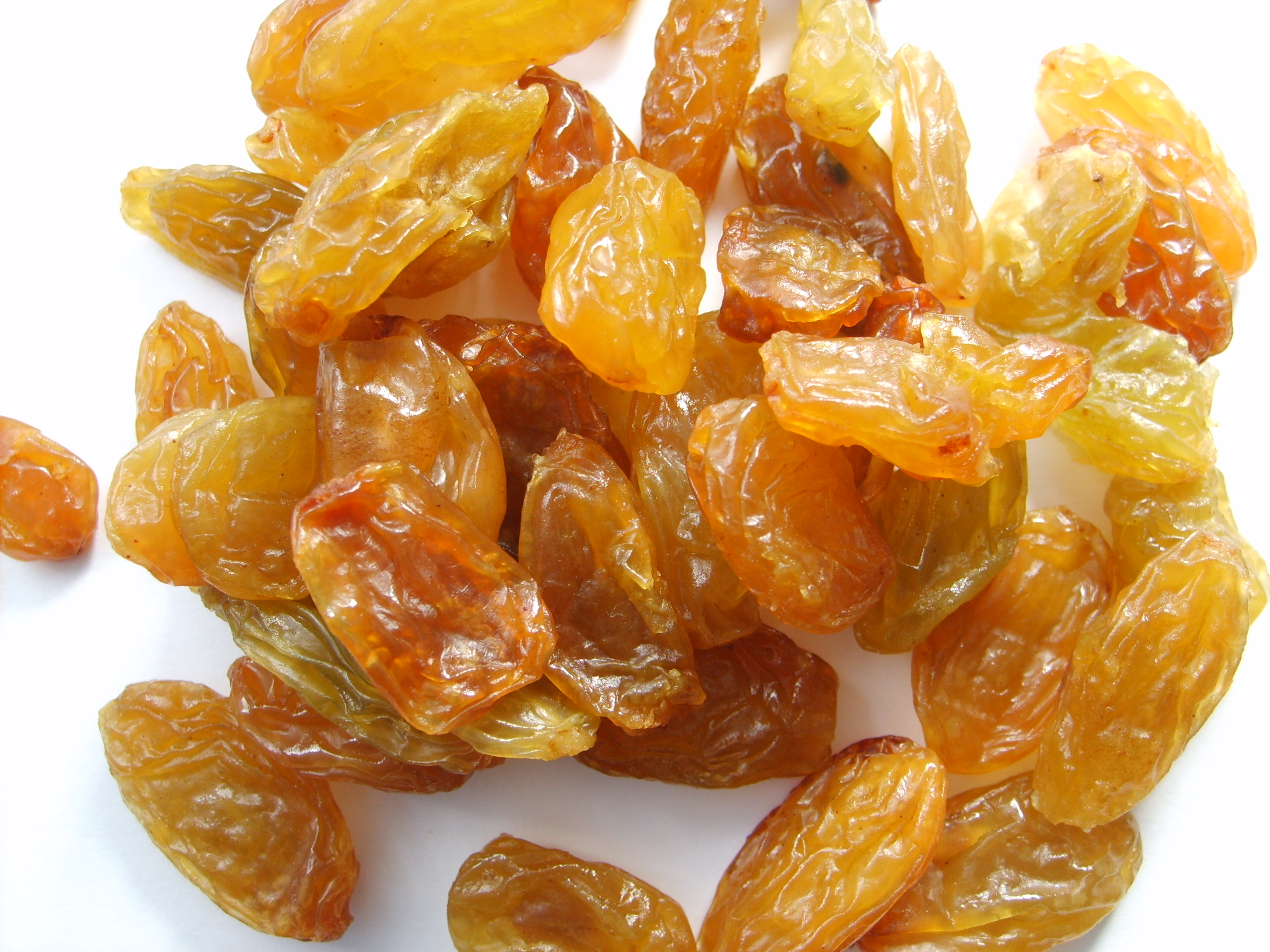
Les panses són una fruita dessecada en particular: el raïm

La fruita dessecada és fruita fresca sotmesa a un procés d'assecatge per tal de conservar-la. Popularment es considera, malgrat que estrictament no ho és, com a fruita seca, amb les avellanes, ametlles, etc. Algunes de les fruites dessecades més habituals són el raïm (que sec rep el nom de pansa), la pruna, l'albercoc, el dàtil i la figa. També es poden trobar als supermercats goji i altres fruites del bosc, rodanxes de banana, daus de mango, làmines de coco, etc.

## Objectius
La fruita es desseca per a poder conservar-la i menjar-ne tot l'any. La dessecació consta a reduir al màxim la quantitat d'humitat (aigua) de la fruita. Això es fa per a aconseguir preservar-la molt de temps, ja que l'absència d'aigua i l'alta concentració de sucre la conserven sense necessitat d'afegir-hi res, simplement guardant-la en un lloc ventilat, fresc i sec. Un altre objectiu no menys important és el de concentrar el gust de la fruita. La fruita dessecada s'ha considerat tradicionalment un producte més ric i preuat que la fruita fresca i, en general, és un ingredient de festa o que almenys fa pujar el valor d'una preparació.

## Procés de dessecatge
El procés de dessecatge pot ser casolà; per exemple al sol, guardant la fruita a l'interior a la nit per evitar que es mulli amb la rosada, o bé al forn a temperatura suau. També es fa a escala industrial i és habitual comercialitzar algunes fruites ja dessecades.
Industrialment, algunes fruites (préssec, albercoc, etc.) es dessequen afegint-hi, com a additiu que fa de conservant i colorant, una mica de diòxid de sofre, que és el que els dona el color taronja brillant. Aquest òxid actua protegint la fruita de l'oxidació, que provoca, entre altres coses, part de la pèrdua de color i de gust de la fruita; la coloració taronja, a causa de la presència de sofre és un efecte col·lateral, però que es considera comercialment beneficiós. De manera casolana, i també de vegades a escala industrial, el que es fa servir com a antioxidant, i també en altres preparacions (melmelada, etc.) és una quantitat ínfima de vitamina C (típicament, unes gotes de suc de llimona) a la fruita abans de ser sotmesa al tractament en qüestió, en aquest cas l'assecatge, però també en coccions, etc.

## Nutrició
Nutricionalment, la fruita seca perd gran part del seu pes (fins a un 80%, segons el tipus de fruita) en aigua, i per tant, a igual pes la quantitat de nutrients (greix, sucre, etc.) és més gran en la fruita dessecada que en la fresca, i el contingut en aigua molt menor. Com que és molt energètica i pesa poc, és molt indicada per portar en excursions de llarga durada.
El procés de dessecació fa que es destrueixi una gran quantitat de vitamina C; per això la fruita dessecada en té en menor quantitat, respecte a un mateix pes, que la fresca. En canvi, sí que manté la gran quantitat d'altres vitamines (vitamina A, vitamines del grup B, etc.) i minerals (calci, ferro, magnesi, fòsfor, potassi, etc.) que té la fruita fresca, tenint en compte que una peça de fruita seca en té una quantitat similar que una de fresca, però que la proporció de vitamines i minerals per al mateix pes (per exemple, cent grams de prunes seques respecte a cent grams de prunes) pot arribar a ser quatre o cinc vegades superior en la fruita seca que en la fresca.

## Gastronomia

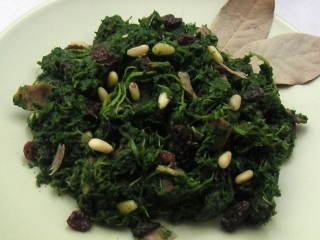
Espinacs amb panses (raïm dessecat) i pinyons

En la gastronomia dels Països Catalans, la fruita dessecada es fa servir des d'antic. Ja apareix als receptaris de l'edat mitjana, com a guarniment de plats salats com carns guisades, amb bacallà, amb verdura, etc. L'associació amb fruita seca és molt freqüent, d'on ve que els dos tipus de fruites es considerin popularment dins d'un mateix grup. A tota la Mediterrània, i per herència àrab, és molt típica i preuada, per exemple, la combinació de panses i pinyons, presents per exemple als espinacs a la catalana però que també es troben en molts països mediterranis. Entre els plats salats amb fruita dessecada es poden citar el pollastre o capó farcit típic de Nadal i el bacallà amb panses i pinyons.
També és molt freqüent als dolços i postres, com a enriquiment, decoració o ingredient essencial. Hi ha alguns dolços i coques que tradicionalment es feien amb fruita fresca de temporada i, quan ja no n'hi havia, se substituïa per la mateixa fruita dessecada, amb la qual cosa avui en queden les dues versions. Internacionalment és molt conegut, per exemple, el plum cake, amb panses.
Una altra manera de menjar la fruita dessecada és, simplement, sola, ja sigui com a llaminadura ja sigui per picar durant la sobretaula.

### Fruites dessecades més corrents
Als Països Catalans, i a la Mediterrània en general, tradicionalment les fruites dessecades més emprades han estat les figues, les panses (raïm), les orellanes (albercocs), les prunes seques i els dàtils.

#### Panses

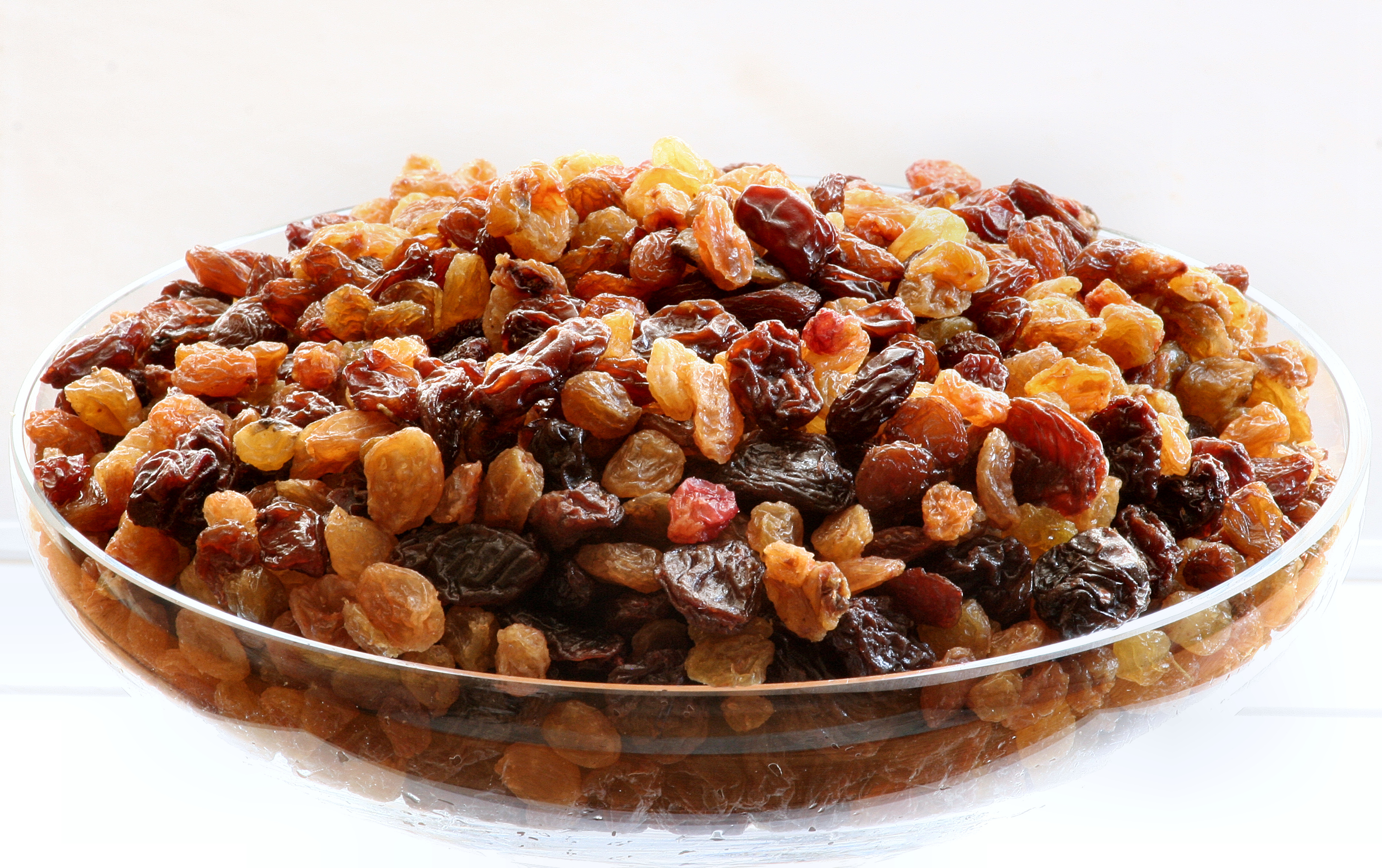
Panses

Als Països Catalans destaquen les panses que es feien al País Valencià, i particularment a la comarca de la Marina, on la seva elaboració, que fou molt important, forma part de la cultura tradicional. A Espanya, també les panses moscatell de Màlaga, molt perfumades. Les anomenades panses de Corint i les sultanes es caracteritzen pel fet que no tenen llavors, però no són tan perfumades com les valencianes o les malaguenyes. De panses de Corint n'hi ha de negres i de blanques; són més petites que les valencianes i se'n produeixen a Europa, Àsia i Amèrica.
Les panses no són un producte de conservació indefinida. Amb el temps, es tornen més seques i poden esdevenir massa ràncies, i per això és millor comprar les que són una mica toves.

#### Prunes

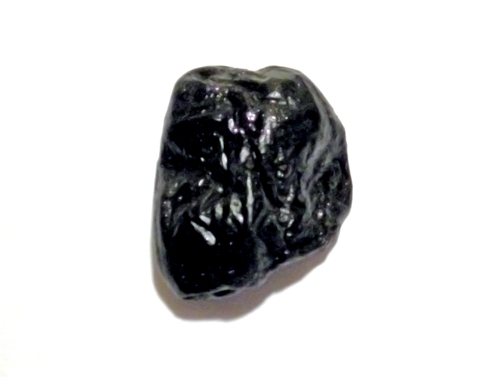
Una pruna seca

Les prunes seques són una altra elaboració tradicional als Països Catalans. Al Pla de l'Estany, per exemple, es podien fer servir prunes morades semisalvatges, i a les comarques de muntanya antigament se n'assecaven les silvestres, dites cascavellicos, i que estan documentades per escrit en els receptaris conventuals del Barroc. De prunes seques n'hi ha amb pinyol i sense. A Occitània, les prunes seques d'Agen tenen la particularitat d'estar conservades en armanyac i es poden usar per fer cremes i gelats.

#### Orellanes

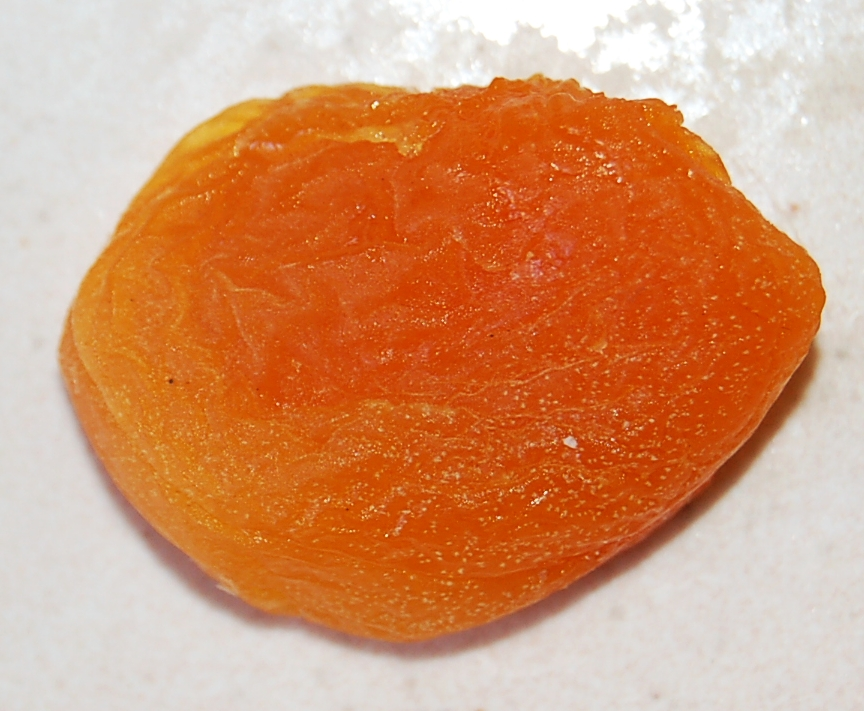
Orellana o albercoc pansa

Les orellanes són albercocs secs. Constitueixen una elaboració tradicional a tota la Mediterrània, de Turquia al Marroc. Com la resta de fruita seca, no solament es mengen directament sinó que també són la base per a elaborar plats dolços, com macedònies, coques i pastissos; salats, com el gall dindi de Nadal, el xai amb orellanes o algunes carns a la cassola o en tagina; i fins i tot en begudes.

#### Figues

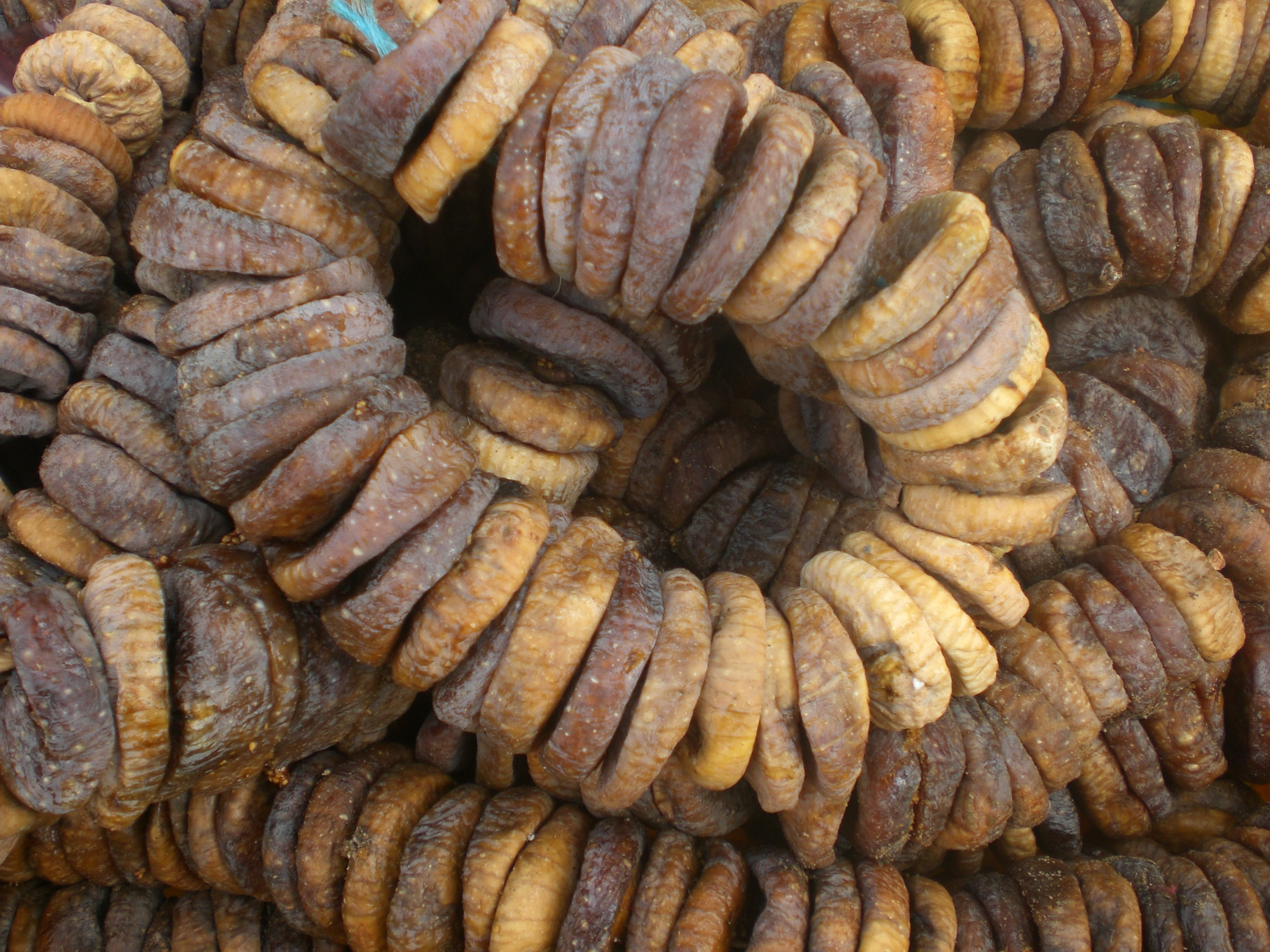
Figues seques

Les figues constitueixen tota una cultura a la mediterrània. Les figues de Fraga són tan famoses que fins i tot les que venen de Turquia, el principal productor, porten sovint el rètol figues de Fraga. També n'hi ha a Mallorca, al País Valencià, Múrcia, Andalusia i Extremadura. Amb les figues seques s'elabora el tradicional pa de figues de les Balears, el País Valencià i les comarques de Ponent, combinat generalment amb ametlles.

#### Dàtils

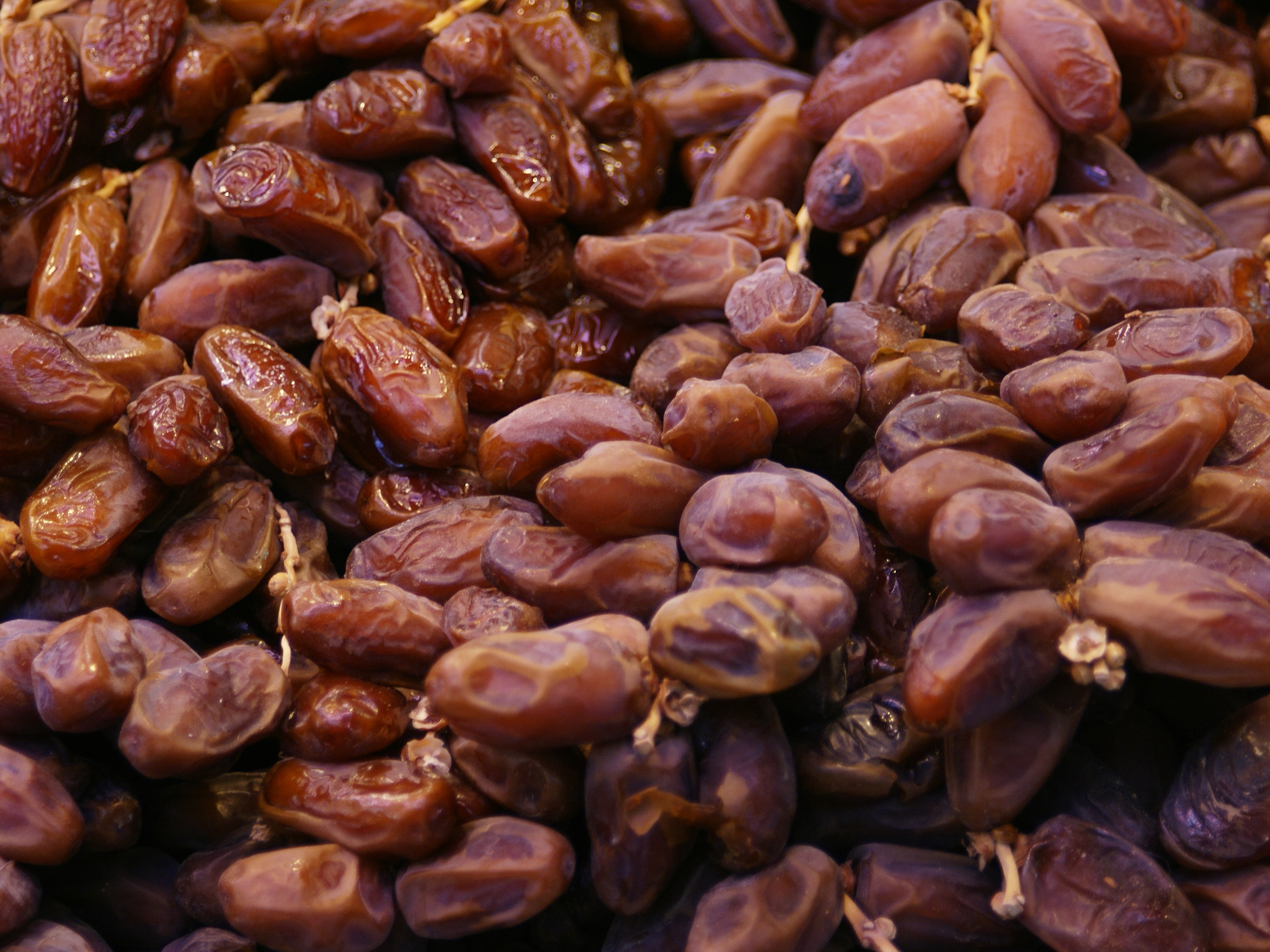
Dàtils

Els dàtils dessecats es mengen des de molt antic. Apareixen sovint a la bibliografia medieval catalana, ja que sempre se n'han produït a Elx, que ara tenen un reconeixement oficial. Són famosos els d'Iraq, tot i que els més corrents del mercat són els de Tunísia, de la varietat Deglet Nour ("dits de llum"). De vegades es mengen amb una ametlla al lloc de l'os, envoltats amb una tira de cansalada i fregits. Hi ha dàtils amb diferents graus de dessecació, en branca o sense, amb pinyol o sense, al natural o amb glucosa.